# Tambov oblast
Tambov oblast (ryska: Тамбо́вская о́бласть) är en av Rysslands administrativa enheter (ett oblast). Den administrativa huvudorten är Tambov.
Oblastets totala area är 34 539 km² och invånarantalet är cirka 1,1 miljoner.

## Tidszon
Tambov oblast ligger i Moskvas tidszon (MSK/MSD), det vill säga UTC+3 (MSK)/UTC+4 (MSD).

## Administrativ indelning

### Städer och distrikt
Tambov oblast består av följande städer (gorod) och distrikt (rajon):
- Städer
  - Kirsanov (Кирсанов)
  - Kotovsk (Котовск)
  - Mitjurinsk (Мичуринск)
  - Morsjansk (Моршанск)
  - Rasskazovo (Рассказово)
  - Tambov (Тамбов)
  - Uvarovo (Уварово)
- Distrikt
  - Bondarskij (Бондарский)
  - Gavrilovskij (Гавриловский)
  - Inzjavinskij (Инжавинский)
  - Kirsanovskij (Кирсановский)
  - Michurinskij (Мичуринский)
  - Mordovskij (Мордовский)
  - Morsjanskij (Моршанский)
  - Mutjkapskij (Мучкапский)
  - Nikiforovskij (Никифоровский)
  - Pervomajskij (Первомайский)
  - Petrovskij (Петровский)
  - Pitjayevskij (Пичаевский)
  - Rasskazovskij (Рассказовский)
  - Rzjaksinskij (Ржаксинский)
  - Sampurskij (Сампурский)
  - Sosnovskij (Сосновский)
  - Starojurjevskij (Староюрьевский)
  - Tambovskij (Тамбовский)
  - Tokarevskij (Токаревский)
  - Umetskij (Уметский)
  - Uvarovskij (Уваровский)
  - Zjerdevskij (Жердевский)
    - Stad inom distriktet: Zjerdevka

  - Znamenskij (Знаменский)